# پروژه مرغ مگس‌خوار
پروژه مرغ مگس‌خوار (به انگلیسی: The Hummingbird Project) فیلمی محصول سال ۲۰۱۸ و به کارگردانی کیم نگوین است. در این فیلم بازیگرانی همچون جسی آیزنبرگ، الکساندر اسکاشگورد و سلما هایک ایفای نقش کرده‌اند.